# Relaciones Abjasia-Venezuela
Las relaciones entre Abjasia y Venezuela se refieren a las relaciones bilaterales entre la República de Abjasia y Venezuela. Venezuela reconoció a Abjasia, junto con Osetia del Sur, el 10 de septiembre de 2009, casi diez años después de que el país declarase su independencia de Georgia en 1999. Venezuela fue el tercer estado en reconocer las independencias de Abjasia y Osetia del Sur, después de Rusia y Nicaragua.
Hay una embajada residente de Abjasia en Caracas, mientras que el embajador venezolano para Abjasia reside en Moscú.

## Reconocimiento de la independencia de Abjasia
El presidente venezolano, Hugo Chávez, anunció que su país reconoció a Osetia del Sur y Abjasia, cuando fue recibido por el presidente ruso, Dmitri Medvédev, en Moscú. Chávez también anunció que las relaciones diplomáticas formales se establecerán con ambos estados. Las relaciones entre Abjasia y Venezuela ya habían sido buenas antes del reconocimiento. El vicepresidente de la Asamblea Nacional de Venezuela, Luis Tascón Gutiérrez visitó Abjasia en noviembre de 2006 y declaró que Abjasia tenía amigos en Venezuela y que Venezuela podría apoyar su búsqueda de la independencia. El presidente Chávez también defendió el reconocimiento por Rusia de Abjasia y Osetia del Sur en agosto de 2008, afirmando que «Rusia ha reconocido la independencia de Abjasia y Osetia del Sur. Apoyamos Rusia. Rusia es correcto y está defendiendo sus intereses».
Tras el anuncio del reconocimiento, el presidente de Abjasia, Serguéi Bagapsh respondió: «Siempre hemos mirado a Venezuela y otros países de América Latina con esperanza. Una delegación de Abjasia está ahora en Caracas después de visitar Cuba y Nicaragua, donde recibieron una cálida bienvenida y apoyo». El Ministerio de Relaciones Exteriores de Georgia condenó la decisión del gobierno venezolano, refiriéndose al presidente Chávez como un «dictador» en una declaración oficial hecha más tarde en el mismo día.

## Relaciones diplomáticas a nivel de embajadores

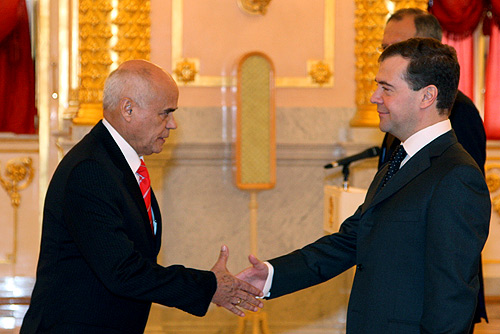
Hugo José García Hernández junto a Dmitri Medvédev en 2009.

Abjasia y Venezuela han establecido relaciones diplomáticas a nivel de embajadores.
El 11 de julio de 2010, el embajador extraordinario y plenipotenciario de la República de Venezuela, Hugo José García Hernández presentó sus credenciales al ministro de Asuntos Exteriores de Abjasia Maxim Gvinjia, y el 12 de julio, al presidente Bagapsh. Un documento formal en el establecimiento de las relaciones diplomáticas las relaciones a nivel de embajadores, se firmó el 23 de julio, durante una visita de Estado del presidente Bagapsh a Venezuela. El 6 de diciembre, el embajador extraordinario y plenipotenciario de la República de Abjasia Zaur Gvajava presentó sus cartas credenciales al vicepresidente venezolano Elías Jaua.

## Otras reuniones
Una reunión entre viceministros de Relaciones Exteriores de los dos gobiernos en septiembre de 2009, se centró en la cooperación política y económica. Abjasia ha solicitado a Venezuela para que crease una plataforma para ejercer presión sobre el reconocimiento de la independencia de Abjasia en América Latina.
Del 21 al 25 de julio de 2010 una delegación encabezada por el presidente de Abjasia, Bagapsh, visitó Venezuela después de una estancia similar en Nicaragua, junto con una delegación similar de Osetia del Sur. La visita tenía por objeto promover el reconocimiento internacional y la ampliación de las relaciones dentro de América Latina y el Caribe. El primer ministro de Abjasia, Serguéi Shamba dijo: «Creemos que los países que respetan la autoridad de Chávez como líder regional seguirán su ejemplo». El 22 de julio, fueron declarados «de honor» los presidentes de Abjasia y Osetia del Sur y simbólicamente recibieron las llaves de la ciudad de Caracas. El 23 de julio se firmaron acuerdos sobre el principio de la cooperación, en el establecimiento de las relaciones diplomáticas, en la amistad y la cooperación y el diálogo político. El presidente Bagapsh también invitó a Petróleos de Venezuela para invertir en Abjasia. Los acuerdos de cooperación fueron ratificados por la Asamblea Nacional de Venezuela el 14 de octubre. El tratado de cooperación y amistad llegó oficialmente en vigor el 29 de octubre de 2012.